# Lukarta z Bogenu
Lukarta z Bogenu (asi 1075 – 31. prosince neznámého roku) byla manželka Břetislava II. a česká kněžna.
| „        | Téhož roku v měsíci září pojal kníže Břetislav jakousi paní z Bavor, jménem Lukardu, sestru hraběte Albrechta, za manželku... | “ |
| — Kosmas | |   |

 Manželství uzavřené roku 1094 s dcerou bavorského velmože ale nemělo pro Břetislava velký politický význam.
Břetislav s Lukartou měli syna Břetislava, narozeného 30. června zřejmě roku 1095. Zvláštní je Břetislavovo počínání ohledně nástupnictví. Jeho stejnojmenný syn neměl podle stařešinského práva nárok na trůn. Přitom ale kníže nerespektoval toto právo, když za svého nástupce označil svého mladšího bratra Bořivoje. Nejstarším Přemyslovcem byl v té době Oldřich Brněnský, syn Konráda I. Brněnského.
Poslední zmínka o mladším Břetislavovi je z roku 1130, kdy ho strýc Soběslav I. za spiknutí dal oslepit. Zemřel 8. března neznámého roku bez známých potomků. Vymřela tak mužská linie potomků Vratislava II. s Adlétou Uherskou.